# バブル級砲艦
| バブル級砲艦                     | バブル級砲艦 |
| -------------------------------- | --- |
| 砲艦「バブル」 （1941年8月25日） | |
| 艦級概観                         | |
| 艦種                             | 砲艦 |
| 艦名                             | 動物名 |
| 前級                             | ムザッフェル |
| 次級                             | Chahbaaz級 |
| 性能諸元                         | |
| 排水量                           | 常備：950トン 満載：1,100トン |
| 全長                             | 62.4m |
| 水線長                           | -m |
| 全幅                             | 9.0m |
| 吃水                             | 3.0m |
| 機関                             | フィアット式ディーゼル機関2基2軸推進 |
| 最大出力                         | 1,900hp |
| 最大速力                         | 15.0ノット |
| 航続距離                         | -ノット/-海里 |
| 燃料                             | 重油：120トン（満載） |
| 乗員                             | 85名 |
| 兵装                             | アームストロング 10.2cm（35口径）単装速射砲3基（1932年：2基） （1932年：アンサルド 7.62cm（40口径）単装高角砲2基） 6.5mm（100口径）単装機銃2丁 機雷80発 |

バブル級砲艦（Babr Classe）はイラン海軍の砲艦で2隻が就役した。

## 概要
本級はイラン海軍が自国の沿岸防御のために海軍計画においてイタリアのCNR社に2隻が発注・建造したクラスである。

## 外観

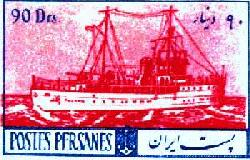
パラングを描いた切手

本級の船体形状は長船首楼型船体を採用している。全く反り返り（シア）のない艦首甲板上に「10.2cm（35口径）速射砲」を防盾の付いた単装砲架で1基を配置。その背後に測距儀を載せた塔型艦橋を基部として簡素な単脚式の前部マストが立つ。1本煙突の周囲は艦載艇置き場となっており、2本1組のボート･ダビッドを片舷1組の計2組により運用された。煙突の背後に10.2cm速射砲を1基配置。船首楼の末端に簡素な後部マストが立ち、そこから一段下がった後部甲板上に後部10.2cm速射砲が後ろ向きに1基が配置された。
就役後に中央部の10.2cm速射砲1基を撤去して、対空火器として7.62cm高角砲を単装砲架で直列に2基に改められた。

## 主砲、その他備砲
本級の主砲にはアームストロング製「1917年型 10.2cm（35口径）速射砲」を採用した。その性能は重量13.74kgの砲弾を仰角45度で11,700mまで届かせることができた。 砲身の俯仰能力は仰角45度・俯角5度で、旋回角度は360度の旋回角度を持っていたが実際は上部構造物により射界を制限を受けた。装填形式は自由角度装填で、発射速度は人力装填のため毎分7発であった。これを防楯の付いた単装砲架で3基が搭載された。
竣工後に対空兵装としてアンサルド製「1917年型 7.62cm（40口径）高角砲」を採用した。その性能は重量6.5kgの砲弾を仰角42度で10,000mまで、仰角70度で高度5,740mまで届かせることができた。 砲身の俯仰能力は仰角75度・俯角10度で、旋回角度は360度の旋回角度を持っていたが実際は上部構造物により射界を制限を受けた。装填形式は自由角度装填で、発射速度は毎分15発であった。これを単装砲架で2基が搭載された。近接火器として6.5mm（100口径）単装機銃2丁を搭載された。他に水路閉鎖用に機雷80発を搭載できた。

## 同型艦
- バブル（Babr）

イタリア、CNR社パレルモ造船所に造船所にて1930年に起工、1931年8月2日に進水、1932年に就役。イギリスのイラン進駐時の1941年8月25日にホラムシャハル港にてオーストラリア海軍のスループ「ヤラ」と交戦し沈没。
- パラング（Palang）

イタリア、CNR社パレルモ造船所に造船所にて1930年に起工、1931年11月に進水、1932年に就役。イギリスのイラン進駐時の1941年8月25日にアーバーダーン港に停泊時にイギリス海軍のスループ「ショアハム」と交戦し沈没。

## 参考図書
- 「Conway All The World's Fightingships 1922-1946」（Conway）
- 「世界の艦船 増刊第20集　第2次大戦のイタリア軍艦」（海人社）